# Polymorphus cincli
Polymorphus cincli är en hakmaskart som beskrevs av Belopolskaya 1959. Polymorphus cincli ingår i släktet Polymorphus och familjen Polymorphidae. Inga underarter finns listade i Catalogue of Life.